# Musée de la photographie à Charleroi
Pour les articles homonymes, voir Musée de la photographie.
Le musée de la photographie à Charleroi, centre d'art contemporain de la Fédération Wallonie-Bruxelles, est un musée installé dans l'ancien carmel néo-gothique de Mont-sur-Marchienne.

## Histoire
Le bâtiment du Carmel a été construit dans une style néo-gothique de 1896 à 1901. L'ancien monastère est organisé autour du cloître, cour intérieure qu'entourent les bâtiments. En 1973, le nombre de Carmélites diminuant, le Carmel est vendu à la commune de Mont-sur-Marchienne qui, après la fusion des communes en 1976, devient la propriété de la ville de Charleroi. À partir des années 1980, les collections photographiques sont acquises grâce à l'implication de la ville de Charleroi et de la Communauté française de Belgique en vue de la création d'un musée. Depuis 1984, l'ASBL Musée de la Photographie - Centre d'art contemporain de la Communauté française assure la gestion du musée.
En 1986, La Communauté française rachète le bâtiment pour y installer en avril 1987 un musée de la photographie. Georges Vercheval en est le cofondateur et le premier directeur (auquel a succédé Xavier Canonne en 2000).
En 1995, une première campagne de travaux remodèle la physionomie du musée. Une grande partie des fenêtres sont ainsi occultées pour préserver les œuvres, le cloître central permettant la distribution de la lumière naturelle.
Le 1er juin 2008 est inaugurée une nouvelle aile, œuvre de l'architecte Olivier Bastin. Cet agrandissement fait du musée de Mont-sur-Marchienne le plus grand musée de la photographie en Europe. Dans la nouvelle aile se trouve une cafétéria qui donne sur le parc. Ce parc est librement accessible aux visiteurs du musée comme au public qui peut y accéder par une voie latérale sans passer par le musée. La cafétéria est accessible depuis le parc, mais il faut un ticket d'entrée pour aller dans le musée en la quittant.

## Concept du musée
Deux anciennes et vastes chapelles permettent de présenter des expositions thématiques de grande envergure, de caractère historique, monographique ou thématique, souvent dédiées à la création contemporaine. Elles revêtent toujours un caractère international de même que les expositions permanentes. Deux autres salles proposent d'autres expositions temporaires. Chaque année le musée présente ainsi neuf expositions temporaires (trois expositions simultanées renouvelées tous les quatre mois).
Les expositions permanentes quant à elles ont comme finalité de donner au visiteur une idée de l'histoire de la photographie depuis les daguerréotypes et les premières photos de voyage jusqu'aux démarches artistiques les plus récentes.
Un enchainement de salles jouxtant le cloître de l'ancien carmel et se prolongeant dans la nouvelle aile abrite plusieurs centaines de photographies originales qui sont remplacées régulièrement. La collection complète compte 100 000 photos, dont plus de 800 exposées en permanence et 2 millions de négatifs. Les documents non exposés sont conservés dans la salle d'archivage où la stabilité de la température (17 °C) et de l'hygrométrie (42 % HR) garantit la meilleure conservation possible. 
Le musée abrite les collections de photographie de la Communauté française de Belgique, de la province de Hainaut et possède en dépôt les enquêtes photographiques des archives de Wallonie.
Dans le souci de raconter l'histoire, le musée possède aussi plusieurs milliers d'appareils photographiques appartenant à des époques différentes.
Le Parcours de Découverte et ses deux ateliers, argentique et numérique, sont quant à eux de précieux outils du service éducatif pour accueillir tous types de publics.
Le musée recueille des donations de photographies (négatifs ou tirages) ainsi que de livres sur la photographie issues de différents horizons, y compris de donateurs étrangers.
Enfin, une bibliothèque riche de 13 000 titres plus 4 000 dossiers consacrés aux photographes est gratuitement accessible aux chercheurs et aux amateurs pour consultation sur place.

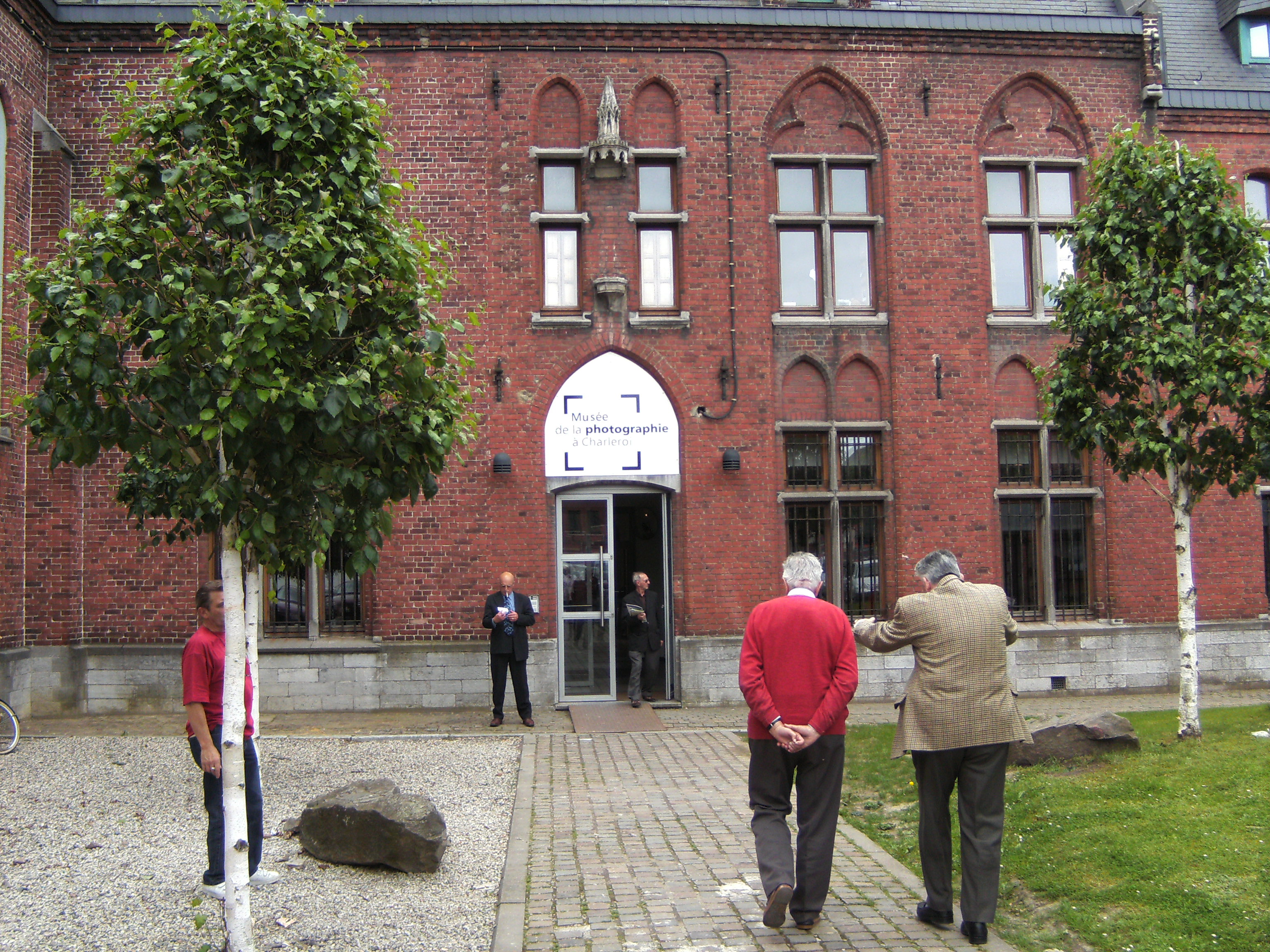
L'entrée du musée.
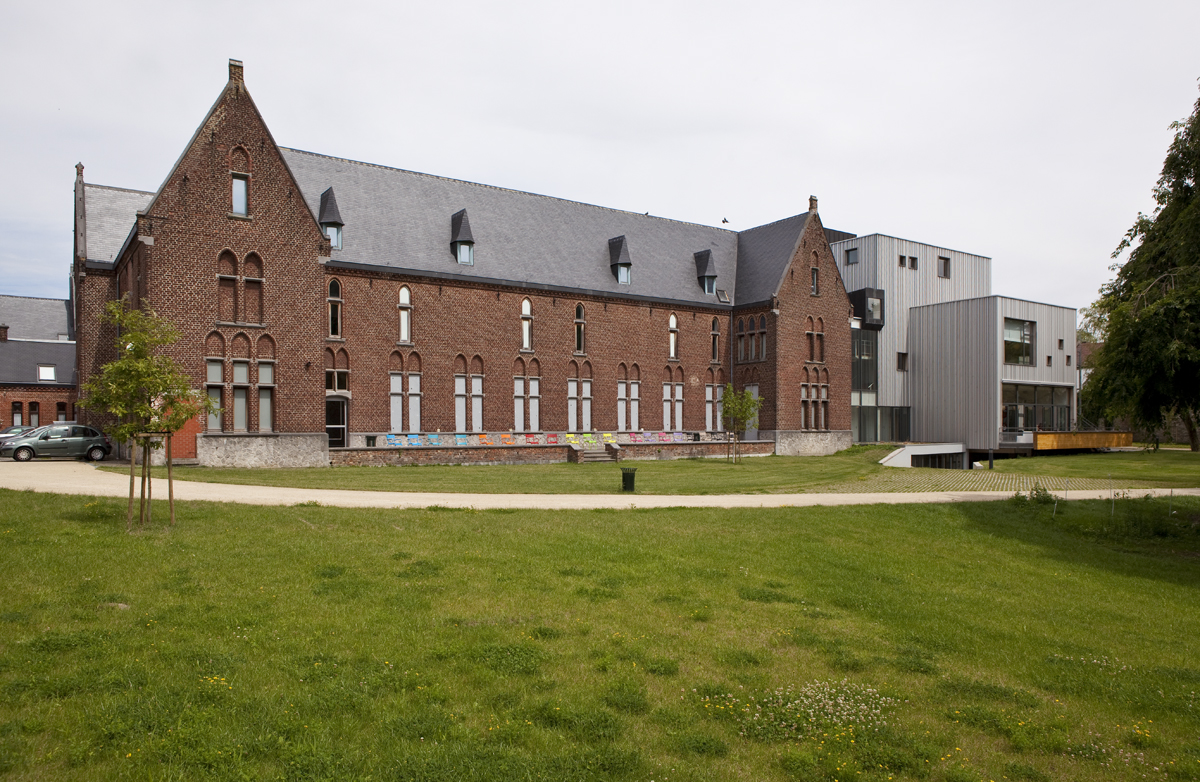
Vue de l'arrière du musée, depuis le parc.
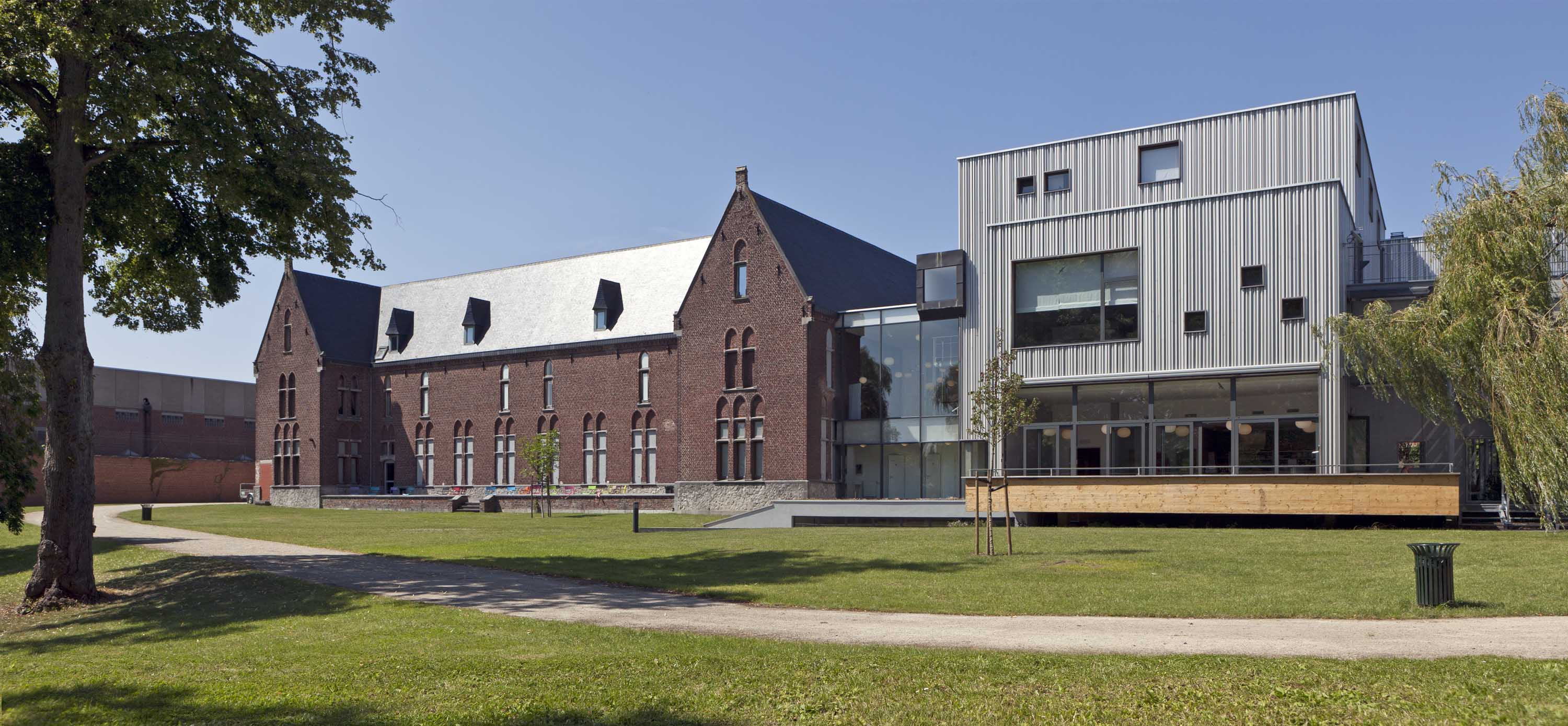
Musée de la Photographie à Charleroi et la nouvelle aile inaugurée en 2008.

## Aperçu des collections

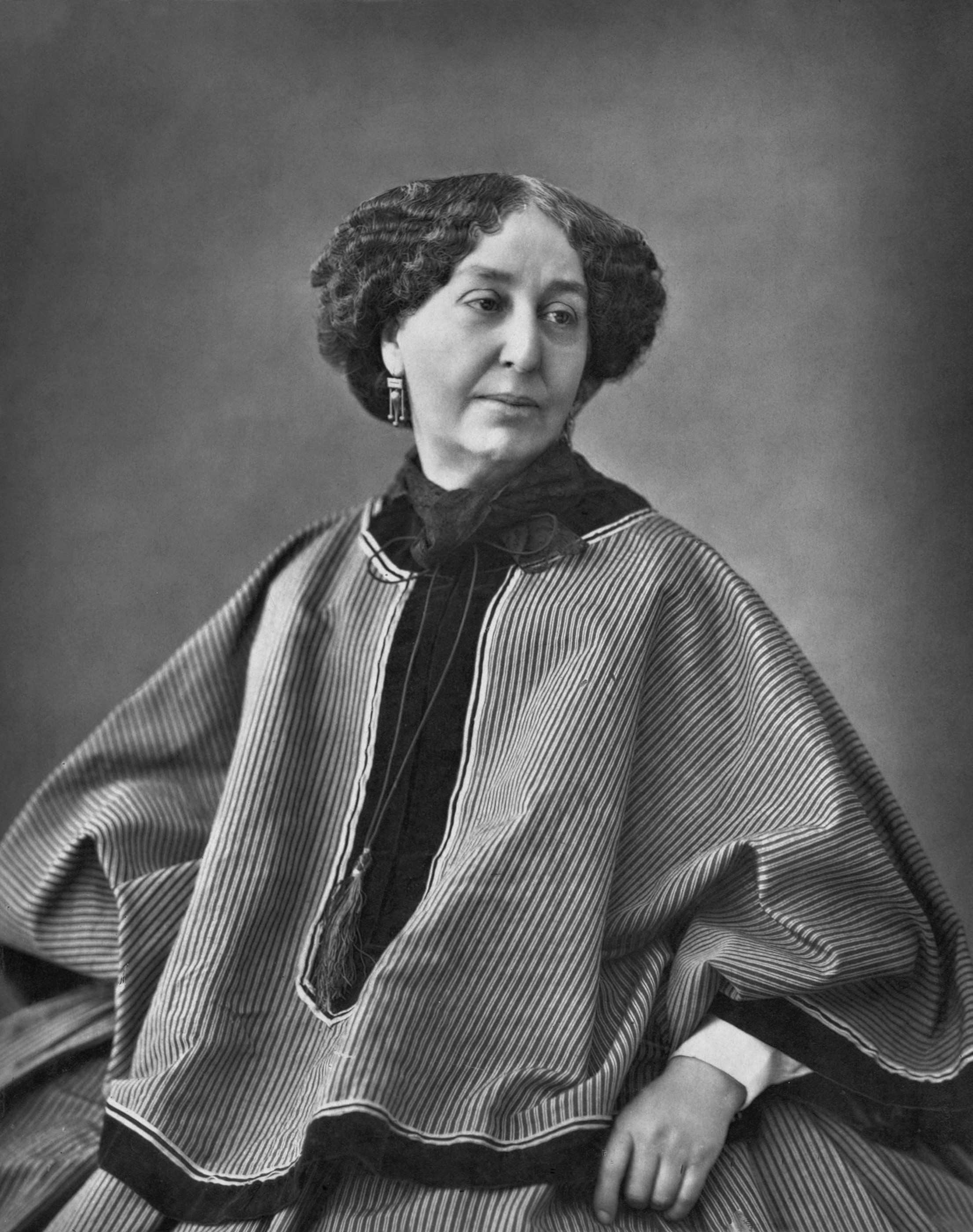
George Sand, par Nadar (1864).

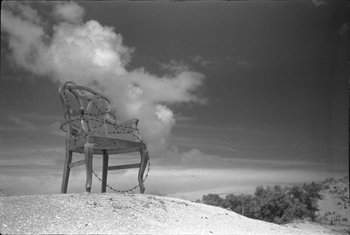
Éloge du carnage, de Marcel Lefrancq (1946).

On peut ainsi découvrir au musée le Nu féminin d'Auguste Belloc (vers 1855), la célèbre photo prise par François Aubert en 1867 de la dépouille mortelle de l'Empereur Maximilien du Mexique après son exécution (en papier albuminé : cette photo servit à certifier la mort de l'Empereur et l'échec politique de Napoléon III à cet égard), la photo des Chutes du Niagara attribuée à Platt D. Babbitt (en) (entre 1854 et 1870), un Ambrotype, les daguerréotypes de Modeste Winandy représentant des habitants de Marchienne-au-Pont (1847), la photo de la lune par Adolphe Neyt (nl) en 1869 (papier collodionné), les arènes d'Arles photographiées vers 1855 par Édouard Denis Baldus (papier albuminé), le portait de George Sand par Nadar (Photoglyptie) en 1864, la photo de Wilhelm von Gloeden intitulée Sicile, les photos de Norbert Ghisoland (notamment le portrait de quatre ouvrières de la mine au Borinage en 1921 intitulé Vive Sainte Barbe!), le pictorialisme, le célèbre Nude, Point Lobos d'Edward Weston (1936), l'Éloge du carnage du surréaliste Marcel Lefrancq, Henri Cartier-Bresson, les photos de repérage de Misère au Borinage de Willy Kessels, L'accordéoniste, restaurant La Tartine de Robert Doisneau (1953), Le dos d'Astrid de Jeanloup Sieff, New-York de Hubert Grooteclaes (1965), Huh yeh-Mei et sa famille du Taïwanais Liang Kuo Lung (vers 1990), etc.
En janvier 2010, le musée a édité un catalogue de 320 pages, trilingue (français, anglais, néerlandais), riche de 300 illustrations en quadrichromie représentant un large choix des œuvres présentes dans les collections du musée.